# Bo każdej nocy
Bo każdej nocy − drugi singiel promujący płytę Łez pt. Bez słów…, wydany w lipcu 2011 roku.
Teledysk do piosenki był kręcony w świeżo odrestaurowanym kompleksie pałacowym w Tarnowskich Górach. Reżyserem i scenarzystą tego obrazu jest Tomasz Bulenda. Konwencja klipu jest komediowo-wampiryczna.